# Môle-Saint-Nicolas
Môle-Saint-Nicolas, in creolo haitiano Mòl Sen Nikola, è un comune di Haiti, capoluogo dell'arrondissement omonimo nel dipartimento del Nordovest.

## Storia
Questo paese è famoso perché il 6 dicembre 1492 fu teatro dello sbarco di Cristoforo Colombo che scoprì così l'isola di Hispaniola.
Quando i francesi guadagnarono il possesso sulla parte occidentale dell'isola nel 1697 diedero alla città il nome corrente.
Nel 1764 ci fu un tentativo da parte dei francesi di dare le terre intorno alla città agli acadiani, una popolazioni indiana proveniente dalle coste dell'est del Canada, per fargli costruire una base navale francese. Il tentativo fu un fallimento, perché tra la peste e le malattie varie con più la mancanza di cibo, 420 su 700 acadiani morirono e gli altri decisero di fuggire in Louisiana.

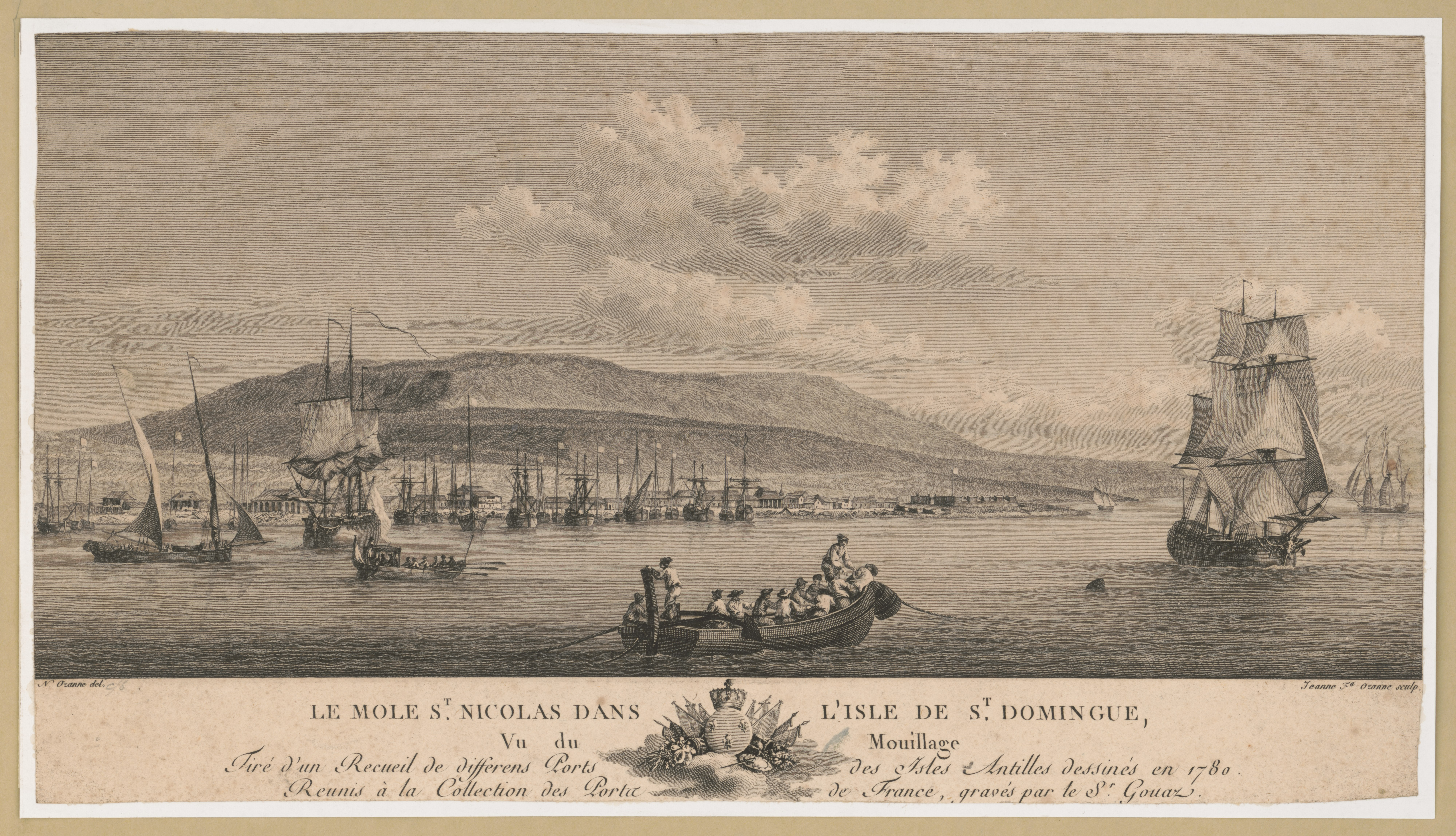
Mole-Saint-Nicolas nel 1780

Nell'estate del 1889, in un clima di generale caos per Haiti che si trovava in un'anarchia, Frederick Douglass era stato messo come ambasciatore presso Haiti. Egli trovò nella città il posto perfetto per farci una base navale statunitense. La marina statunitense allora mandò delle navi per bloccare i porti haitiani e costringerli a cedergli la città. Alla fine gli haitiani si rifiutarono di lavorare sotto gli Stati Uniti e perciò se ne tornarono in patria. Alcuni anni più tardi guarderanno a Cuba e faranno la base navale di Guatanamo, facendo cadere così ogni interesse nell'area.